# Cuscuta kurdica
Cuscuta kurdica är en vindeväxtart som beskrevs av Engelmann. Cuscuta kurdica ingår i släktet snärjor, och familjen vindeväxter. Inga underarter finns listade i Catalogue of Life.